# ألكساندرا دو بوا
ألكساندرا دو بوا (بالإنجليزية: Alexandra du Bois)‏ هي ملحنة أمريكية، ولدت في 16 أغسطس 1981.

## وصلات خارجية
- الموقع الرسمي
- ألكساندرا دو بوا على موقع ميوزك برينز (الإنجليزية)